# Геркулан Брешианский
Геркулан (лат. Herculanus; умер в VI веке) — епископ Брешиа в середине VI века; святой, почитаемый в Католической церкви (день памяти — 12 августа).

## Биография
В списках глав Брешианской епархии святой Геркулан упоминается как преемник Киприана и предшественник Гонория. Он был епископом в городе Брешиа в середине VI века. Хотя в трудах некоторых авторов приводятся и более точные даты с 536 по 588 год включительно, они не подтверждаются данными средневековых исторических источников. Интронизацию Геркулана Брешианского в епископский сан провёл его митрополит Виталий Миланский.
Достоверных сведений о Геркулане не сохранилось. В одних преданиях сообщается, что до восшествия на епископскую кафедру он был консулом, в других, что был монахом-бенедиктинцем и даже аббатом монастыря в Лено. Однако все эти свидетельства малодостоверны.
Вероятно, при Геркулане завершились Готские войны, и Брешиа, один из последних городов до 562 года удерживавшийся остготами, был включён в состав Византии. Однако в 569 году в Византийскую Италию вторглись исповедовавшие арианство лангобарды во главе с королём Альбоином, и уже через несколько месяцев Брешиа была подчинена завоевателями. Вторжение сопровождалось массовыми убийствами местных жителей и священнослужителей. В том числе, в 576 году были казнены три жителя Брешиа, Ареальд и его сыновья Карилл и Одерик, позднее причисленные к лику святых. В церковных преданиях зачинщиком преследований христиан Брешиа назывался лангобардский правитель города Алахис I. Насилия, якобы, продолжалось до тех пор, пока отшельник Гонорий, позднее ставший преемником Геркулана в епископском сане, не исцелил от неизлечимой болезни дочь брешианского герцога, после чего тот повелел прекратить убийства. Однако в современных событиям исторических источниках какие-либо упоминания о преследовании христиан Алахисом I отсутствуют. Вероятно, сведения средневековых житий следует соотносить с общей тенденцией преследования ортодоксальных христиан исповедовавшими арианство лангобардами. На этих основаниях медиевисты считают все свидетельства о целенаправленной антихристианской деятельности Алахиса I недостоверными.
В агиографических текстах упоминается о большой святости Геркулана, благодаря которой он мог воскрешать мёртвых и словом управлять дикими животными.
Незадолго до смерти Геркулан отказался от епископского сана, стал отшельником около современного Кампьоне-дель-Гарда и здесь умер. Днём его смерти называют 12 или 13 августа. По неизвестным причинам тело Геркулана не было сразу же похоронено: его поместили на лодку, которую вывели в озеро Гарда. Вскоре судно прибило к берегу у селения Тосколано-Мадерно, жители которого, посчитав это событие божественным знаком, похоронили Геркулана в своей церкви, и с того времени почитали его как святого.
Также же как и все главы Брешианской епархии III—VII веков от Анатолия до Деусдедита, ещё в средневековье Геркулан был причислен к местночтимым святым. Первые достоверные сведения о существовании культа святого Геркулана Брешианского относятся к X веку. Известно два жития святого: одно XV века, другое написано в 1585 году Бартоломео Витали. Реликвии Геркулана были обретены в 1282 году в церкви Тосколано-Мадерно и в следующем году выставлены для всеобщего почитания. В 1486 году их подлинность была признана епископом Брешиа Паоло Зане. В августе 1580 года архиепископ Милана Карло Борромео перенёс мощи в главный алтарь кафедрального собора Брешиа, а в 1587 года епископ Джанфранческо Морозини торжественно поместил их в специально сделанную мраморную раку. Последнее перемещение реликвий состоялось в 1863 году. Особенно Геркулан стал почитаем с XIX века, когда, якобы, по молитвам к нему жители Брешиа были избавлены от эпидемий чумы, обрушившихся на город в 1836 и 1855 годах. Также Геркулан считается святым покровителем города Тосколано-Мадерно. Его имя внесено в «Римский мартиролог» для почитания всеми католиками. Поминовение святого Геркулана Брешианского отмечается 12 августа.